# DEPOS
Die DEPOS (serbisch: Demokratski Pokret Srbije, deutsch: Demokratische Bewegung Serbiens) war eine nationalistische Koalition in der Nationalversammlung in Serbien.

## Geschichte
Die Koalition bestand von 1992 bis 1997. Die Koalitionsparteien waren die Serbische Radikale Partei, die Serbische Erneuerungsbewegung und die Sozialistische Partei Serbiens. Ziel des Bündnisses war die Gründung von Großserbien. Allerdings brach die Koalition, da es Unstimmigkeiten zwischen Vojislav Šešelj und Vuk Drašković gab und weil Slobodan Milošević das Abkommen von Dayton unterschrieben hatte.
Im Jahr 2000 gab es einen neuen Gründungsversuch, der allerdings aufgrund der Gründung der Demokratischen Opposition Serbiens und des Sturzes Slobodan Miloševićs scheiterte.